# Kalle Larsson
Karl Johan "Kalle" Larsson,  född 6 december 1969 i Jonsereds kyrkobokföringsdistrikt, Göteborgs och Bohus län, är en svensk politiker (vänsterpartist). Han var ordinarie riksdagsledamot 1998–2010, invald för Stockholms läns valkrets (1998–2002) respektive Stockholms kommuns valkrets (2002–2010). Larsson var ledamot av Vänsterpartiets partistyrelse till 2014 och var Ung Vänsters förbundssekreterare mellan 1996 och 1998.
I riksdagen var han ledamot i socialförsäkringsutskottet 2003–2004 och 2006–2010 samt ledamot i riksdagens valberedning 2006–2010. Han var även suppleant i arbetsmarknadsutskottet, justitieutskottet, sammansatta konstitutions- och utrikesutskottet, socialförsäkringsutskottet, utbildningsutskottet och utrikesutskottet.
Larsson deltog sommaren 2011 i Freedom Flotilla II, den andra färden med båtar mot Gaza, arrangerad av föreningen Ship to Gaza, med syfte att bryta blockaden mot Palestina.